# すえのぶけいこ
すえのぶ けいこ（1979年3月23日 - ）は、日本の女性漫画家。福岡県北九州市出身。筑波大学芸術専門学群美術専攻彫塑コース卒業。血液型はO型。

## 来歴
1999年『手をつなごう』で、第338回BFまんがセミナー別フレ賞グランプリを受賞して漫画家デビュー。
2001年より『別冊フレンド』（講談社）にて『ライフ』を連載開始。作品は2006年、第30回講談社漫画賞少女部門受賞。累計部数700万部を超え、2007年にフジテレビにてドラマ化された。
2009年、『別冊フレンド』11月号より『リミット』の連載をスタート。作品は2013年にテレビ東京にてドラマ化された。
2013年から2015年までは『別冊フレンド』にて『HOPE』を連載。
2016年から2018年までは青年誌の『月刊アフタヌーン』へ移籍し、『ライフ2 ギバーテイカー』を連載。作品は2023年にWOWOWにてドラマ化された。
2019年からは『BE・LOVE』にて『おちたらおわり』を連載。

## 作風
少女漫画の枠を超えた迫力のある画風が特徴。主に「いじめや格差（スクールカースト、ママカースト）などによる、閉塞的な環境での問題」をテーマとし、主人公がそのことに向き合っていく作品を執筆している。
2016年から連載を開始した『ライフ2 ギバーテイカー』は初の社会人（警察官）を主人公とした物語で、主題もこれまでの作品とは大きく異なり、本格的に犯罪（少年犯罪）を題材にしたサスペンス作品となっている。
2019年から連載を開始した『おちたらおわり』はタワーマンションに住む母親達を主役とした群像劇となっており、「タワーマンション内での住人の格差社会」に対峙する主人公を中心にした物語となっている。

## 作品リスト

### 連載
| # | タイトル               | 掲載誌           | 掲載期間                    | 単行本発行数 |
| - | ---------------------- | ---------------- | --------------------------- | ------------ |
| 1 | ビタミン               | 別冊フレンド     | 2001年                      | 全1巻        |
| 2 | ライフ                 | 別冊フレンド     | 2002年5月号 - 2009年3月号   | 全20巻       |
| 3 | リミット               | 別冊フレンド     | 2009年11月号 - 2011年10月号 | 全6巻        |
| 4 | HOPE                   | 別冊フレンド     | 2013年3月号 - 2015年4月号   | 全6巻        |
| 5 | ライフ2 ギバーテイカー | 月刊アフタヌーン | 2016年8月号 - 2018年12月号  | 全6巻        |
| 6 | おちたらおわり         | BE・LOVE         | 2019年7月号 - 2023年10月号  | 全10巻       |

### 短編集
- ハッピー・トゥモロー（2003年、短編集）

### 読み切り
- 妄想ガール（『別冊フレンド』2012年7月号[18]）
- 点滴ガール（『別冊フレンド』2012年10月号[19]）

## メディア・ミックス

### テレビドラマ
- ライフ(2007年6月30日 - 2007年9月17日 、全11話、フジテレビ、主演：北乃きい)[5]
- リミット(2013年7月12日 - 2013年9月27日 、全12話、テレビ東京「ドラマ24」枠、主演：桜庭ななみ)[7]
- ギバーテイカー(2023年1月22日 - 2023年2月19日 、全5話、WOWOW「連続ドラマW」枠、主演：中谷美紀)[13]